# 195년

## 연호
- 후한(後漢) 흥평(興平) 2년

## 기년
- 후한(後漢) 헌제(獻帝) 7년
- 신라(新羅) 벌휴 이사금(伐休泥師今) 12년
- 고구려(高句麗) 고국천왕(故國川王) 17년
- 백제(百濟) 초고왕(肖古王) 30년

## 탄생
- 손환 (계명)
- 강희문(정치인)

## 사망
- 황보숭
- 저준